# 内閣総務官
内閣総務官（ないかくそうむかん、英: Director-General, Cabinet Affairs Office）は、日本の国家公務員の官職のひとつである。内閣官房に置かれる。一般職である。

## 沿革
中央省庁再編に伴い内閣官房内閣総務官室にその長として新設された局長級の官職である。再編前の首席内閣参事官に当たる。

## 位置づけ
内閣総務官は法律より一段下の政令（内閣官房組織令）を設置根拠とする「政令職」たる一般職国家公務員であり、内閣官房の庶務的な事項を処理することを主な職務とする。宮中への上奏、国会との連絡調整などもつかさどる。そのため、解散詔書が内閣官房長官を通じて衆議院議長に伝達される際に内閣官房長官に手渡す立場となり、国会中継などでもその姿が映される。
内閣広報官および内閣情報官の設置は法律（内閣法）に基づき、それらの下部組織である内閣広報室および内閣情報調査室の設置は政令（内閣官房組織令）に基づくため、これらの正式な官職名はそれぞれ単に「内閣広報官」「内閣情報官」であって、「内閣官房」「内閣広報室」「内閣情報調査室」などは冠されない。一方、内閣総務官についてはそれ自体の設置も下部組織の設置もともに政令（内閣官房組織令）に基づき、かつ、まず先に「内閣総務官室」が設置されその中に「内閣総務官」が置かれる、という順序の規定がなされているため、官報に掲載される内閣総務官の正式な官職名は「内閣官房内閣総務官室内閣総務官」である。

## 歴代の内閣総務官
首席内閣参事官から改称後の歴代内閣総務官一覧（改称前最後の首席内閣参事官は元内閣府事務次官、厚生労働事務次官、人事院総裁の江利川毅）。
| 任期                | 氏名     | 出身   | 前職               | 後職                                                                          |
| ------------------- | -------- | ------ | ------------------ | ----------------------------------------------------------------------------- |
| 2001年1月-2003年7月 | 内田俊一 | 建設省 | 内閣官房内閣参事官 | 内閣広報官、内閣府事務次官など                                                |
| 2003年7月-2006年7月 | 柴田雅人 | 厚生省 | 内閣官房内閣審議官 | 内閣府政策統括官、内閣府審議官など                                            |
| 2006年7月-2010年8月 | 千代幹也 | 運輸省 | 内閣官房内閣審議官 | 内閣広報官（から退官）                                                        |
| 2010年8月-2012年    | 原勝則   | 厚生省 | 内閣官房内閣審議官 | 厚生労働省老健局長、厚生労働審議官など                                        |
| 2012年9月-2015年9月 | 河内隆   | 自治省 | 内閣官房内閣審議官 | 内閣府大臣官房長、内閣府事務次官など                                          |
| 2015年9月-2017年7月 | 山﨑重孝 | 自治省 | 内閣官房内閣審議官 | 総務省自治行政局長、内閣府事務次官など                                        |
| 2017年7月-2018年7月 | 土生栄二 | 厚生省 | 内閣官房内閣審議官 | 内閣官房内閣審議官（兼厚生労働省大臣官房総括審議官）、 厚生労働省老健局長など |
| 2018年7月-2020年7月 | 原邦彰   | 自治省 | 内閣官房内閣審議官 | 総務省大臣官房長、消防庁長官など、総務事務次官                                |
| 2020年7月-2022年6月 | 大西証史 | 厚生省 | 内閣官房内閣審議官 | 厚生労働省老健局長（から辞職）                                                |
| 2022年6月-2024年7月 | 松田浩樹 | 自治省 | 内閣官房内閣審議官 | 内閣府大臣官房長、内閣府審議官                                                |
| 2024年7月-現職      | 須藤明夫 | 建設省 | 内閣官房内閣審議官 |                                                                               |

## 備考
内閣総務官室にはその下部組織として総理大臣官邸事務所が置かれ、建物としての官邸の庶務（修繕・整備等）を専門に扱っている。長として総理大臣官邸事務所長が、その補佐として総理大臣官邸事務所副所長（ともに定数1）が置かれる。